# Vesmírný pilot 3000
Vesmírný pilot 3000 (v anglickém originále Space Pilot 3000) je první epizoda první série seriálu Futurama. Poprvé byla vysílána 28. března 1999 stanicí Fox.

## Děj
Těsně po půlnoci 1. ledna 2000 je poslíček Philip J. Fry nešťastnou náhodou (nebo ne?) kryogenicky zmrazen poté, co spadne do kryoboxu, když doručuje pizzu v Kryogenickém centru v New Yorku. Je rozmrazen za 1000 let, už v Novém New Yorku, 31. prosince 2999 a po rozmrazení odveden k Referentovi pro přidělování osudů 1BDI (One Beady Eye), Turangou Leelou.
Leela určí jeho nové povolání jako poslíček, což se mu nelíbí, a tak jí uteče do města. Když chce zavolat svému praprapra…prasynovci, profesoru Hubertu Farnsworthovi, Fry potká před domnělou telefonní budkou robota jménem Bender, který chce využít sebevražednou budku, kterou Fry považoval za telefonní budku. Budky mají stejný tvar jako budky telefonní, stávají na ulicích a -jak již název napovídá - pomáhají lidem a robotům ukončit život. Ke smrti používá pilu, elektrošoky… Pracoval na nich (nevědomky) i Bender. Když zjistil, k čemu se jeho práce využívá, rozhodl se v ní zemřít také, jenže ho zachránil Fry. Bender pozve Frye do hospody (kde se stane jeho přítelem) a po objevení Leelou se ukryjí v Hlavním muzeu  neboli Muzeu hlav (kde jsou uchovány hlavy slavných osobností ve speciálních nádobách), a poté utečou do podzemních ruin starého New Yorku, kde je Leela dostihne a chce Fryovi implantovat jeho pracovní čip, který by ho navždy identifikoval jako poslíčka.
Leela si ale vlivem citových pohnutek naopak svůj čip vyjme a stane se tak spolu s Fryem a Benderem pracovním dezertérem. Azyl najdou u Fryova synovce, profesora Farnswortha a po obklíčení budovy kde bydlí, uniknou v profesorově lodi do vesmíru. Závěrem si je profesor najme jako novou posádku lodi.

## Postavy
Postavy, které se v této epizodě poprvé objevily:
- Philip J. Fry
- Mr. Panucci
- Michelle
- Turanga Leela
- Terry
- Bender
- URL
- Smitty
- hlava Richarda Nixona
- profesor Hubert J. Farnsworth
- hlava Leonarda Nimoye
- Diblík
- Konstantin ( Nový přítel od Michelle )

## Vynálezy profesora Farnswortha
V této epizodě se vyskytují následující profesorovy vynálezy:
- The Relative Box (Stroj pro určování vztahů)

## Budoucí výrobky
V této epizodě se vyskytují následující výrobky z budoucnosti:
- Slurm
- Bachelor Chow
- Olde Fortran Malt Liquor
- Def-Con Owl Traps
- Smart Sausage

## Budoucí přístroje
V této epizodě se vyskytují následující přístroje z budoucnosti:
- Probulator
- Sebevražedné budky
- pracovní čip
- světelné policejní obušky

## Předzvěsti
- Než Fry spadne do kryoboxu, na zemi se objeví podivný stín. Je to vysvětleno v epizodě The Why of Fry, že jde o Nibblerův, který strčil Frye do kryoboxu, aby mohl v budoucnu bojovat proti Mozkům.
- Fryovo plné jméno je vidět na Leelině displeji v kanceláři, ale je poprvé vysloveno až v epizodě The Problem with Popplers.

## Co nesouhlasí
- Fry je zmrazen 1. ledna 2000, ale je rozmrazen už 31. prosince 2999, ač byl časovač nastaven na 1000 let.
- Když si Leela sundává rukáv, aby mohla volat policii, má svůj komunikátor na levé ruce. Když si však sundá kabát na lodi, má ho na pravé ruce.
- Když se Fry dostane do muzea, Leonard Nimoy reaguje na jeho narážku na Star Trek, ale jak se ukázalo v epizodě Where No Fan Has Gone Before, Star Trek byl zakázán.

## Vzkazy v mimozemském jazyce
- Těsně předtím než Fry a Bender vlezou do kanálu, je na stěně nápis „Venusians Go Home“ v Mimozemském jazyce 1.
- V úvodní sekvenci je cedule s nápisem „3D RULEZ!“ v Mimozemském jazyce 1